# Biełyje rozy
Biełyje rozy (ros. Белые розы, dosłownie Białe róże) – radziecka piosenka autorstwa zespołu Łaskowyj Maj, powstała w 1986 roku. Autorem wersji instrumentalnej i tekstu piosenki 
jest Siergiej Kuzniecow.

## Historia utworu
Tekst do piosenki został napisany w 1986 roku przez Siergieja Kuzniecowa, a zaśpiewany przez wówczas 13-letniego solistę Jurija Szatunowa.
Teledysk do utworu został nagrany pod koniec 1988 roku.

## Popularność
W styczniu 1989 po raz pierwszy pokazano teledysk do piosenki w Centralnej Telewizji ZSRR.
Utwór stał się wówczas bardzo popularny w Polsce. Kolejną falę popularności piosenka przeżyła na początku 2008 roku; piosenkarka Natasza Urbańska zaśpiewała Biełyje rozy podczas noworocznego koncertu transmitowanego na dwóch głównych polskich kanałach telewizyjnych.